# Bibliographie en sociologie économique
 (août 2024).
- Si vous ne connaissez pas le sujet, laissez ce bandeau (vous pouvez alors contacter les auteurs).
- Si vous supprimez le contenu mis en cause (vous pouvez préalablement contacter les auteurs),

argumentez précisément cette suppression dans la page de discussion
(un manque de référence n'est pas un argument ; une recherche réelle de référence doit avoir été effectuée, être formellement documentée).

## Ouvrages

### A
- (en) Mitchel Abolafia, Making Markets, Opportunism and Restraint on Wall Street, Harvard University Press, 1996
- (en) Georges Akerlof, « The Market for Lemons : Qualitative Uncertainty and the Market Mechanism », Quarterly Journal of Economics, vol. 84, no 3,‎ 1970, p. 488-510
- (en) Georges Akerlof, « The Economics of Caste and of the Rat Race and other Woeful Tales », Quarterly Journal of Economics, vol. 90, no 4,‎ 1976, p. 599-617
- (en) Kenneth J. Arrow, « What Has Economics to Say About Racial Discrimination ? », Journal of Economic Perspectives, vol. 12, no 2,‎ 1998, p. 91-100
- (en) Kenneth J. Arrow et F. H. Hahn, General Competitive Analysis, San Francisco, Holden-Day, 1971
- (en) W. B. Arthur, Increasing Returns and Path Dependence in the Economy, University of Michigan Press, 1994
- (en) W.B Arthur, S.V. Durlauf et D.A. Lane, « The Economy as an Evolving Complex System II », Santa Fe Institute Studies in the Science of Complexity Proc., Addison–Wesley, vol. 27,‎ 1997
- (en) R. Azarian, The Basic Framework in the General Sociology of Harrison C. White, Stockholm University, department of sociology, 2000, working paper
- (en) R. Azarian, The General Sociology of Harisson White, Stockholm university, 2003

### B
- (en) W. E. Baker, « The Social Structure of a National Securities Market », American Journal of Sociology, no 89,‎ 1984, p. 775-811
- (en) B. Barber, « Absolutization of the Market », dans Dworkin G., Bermant G.et Brown P.G., Markets and Morals, Washington, D.C., Hemisphere, p. 15-31
- (en) J.A. Barnes, « Class and Committees in a Norvegian Island Parish », Human Relations, no 7,‎ 1954, p. 39-58
- Jean Baudrillard, La société de consommation : ses mythes, ses structures, Paris, Folio, coll. « Essais », 2008 (1re éd. 1969), 318 p., poche (ISBN 978-2-07-032349-4)
- (en) D. Bell, The Crisis in Economic Theory, New York, Basic Books, 1981
- (en) B. Benjamin et J.M. Podolny, « Status, Quality and Social Order in the California Wine Industry », Administrative Science Quarterly, no 44,‎ 1999, p. 563-589
- (en) S.D. Berkowitz, An Introduction to Structural Analysis : The Network Approach to Social Research, Toronto, Butterworths, 1982
- (en) S.D. Berkowitz, « Afterward : Toward a Formal Structural Sociology », dans Wellman B. et Berkowitz S.D., Social Structures : a Network Approach, 1988
- (en) O. Biencourt et D. Urrutiaguer, « chap. 9 Market profiles : a tool suited to quality orders? An empirical analysis of road haulage and the theatre », dans Favereau O et Lazega E., Conventions and Structures in economic Organization, Markets, Networks and Hierarchies, Edward Elgar, 2002
- (en) O. Biencourt, F. Eymard-Duvernay et O. Favereau, « Where do Markets Come from ? : From (Quality) Conventions ! », dans Favereau O. et Lazega E., Conventions and Structures in economic Organization, Markets, Networks and Hierarchies, Edward Elgar, 2002, p. 213-253
- (en) J. Birner, « Making Markets », dans Dow S.C et Earl P.E., Economic Organization and economic knowledge : essays in honour of Brian Loasby, t. 1, chap. 3, Cheltenham, UK, 1999
- (en) P. Bonacich, « A Technique for Analysing Overlapping Memberships », dans Herbert Costner (éd.), Sociological Methodology, San Francisco, Jossey-Bass, 1972
- (en) S.A. Boorman et H.C. White, « Social Structure from Multiple Networks. II. Role Structures », American Journal of Sociology, vol. 81, no 6,‎ 1976, p. 1384–1446
- (en) S.A. Boorman, « A Combinatorial Optimization Model for Transmission of Job Information Through Contact Networks », Bell Journal of Economics, vol. 6,‎ 1975, p. 216-249
- (en) S.A. Boorman, R.L. Breiger et H.C. White, « Social Structure from Multiple Networks : I. Blockmodel of Roles and Positions », American Journal of Sociology, vol. 81, no 4,‎ 1976, p. 730–780
- (en) E. Bott, Family and Social Network, Londres, Tavistok, 1957
- Pierre Bourdieu, « Le champ économique », Actes de la recherche en sciences sociales, no 119,‎ 1997, p. 48-66
- Pierre Bourdieu, Les structures sociales de l’économie, Paris, Seuil, 2000, 289 p. (ISBN 2-02-041295-0)
- (en) J.P. Boyd, The Algebra of Kinship : Ph.D. dissertation, University of Michigan, 1966
- (en) J.P. Boyd, « The Algebra of Group Kinship », Journal of Mathematical Psychology, no 6,‎ mars 1969, p. 139-167
- (en) R. Breiger, « Structures of Economic Interdependence Among Nations », dans Blau P.M. et Merton R.K., Continuities in Structural inquiry, Beverly Hills, Sage, 1981, p. 353-380
- (en) S. Brint, « Hidden Meanings : Cultural Content and Context in Harrison White’s Structural Sociology », dans Sociological Theory, vol. 10, 1992, chap. 2, p. 194-208
- (en) R.S. Burt et I. Talmud, « Market Niche », Social Network, no 15,‎ 1993, p. 133-149
- (en) R.S. Burt, Structural Holes : The Social Structure of Competition, Cambridge, Harvard University Press, 1992
- R.S. Burt, « Le capital social, les trous structuraux et l’entrepreneur », Revue française de sociologie, no 36,‎ 1995, p. 599-628

### C
- P. Cahuc, H. Kempf et T. Verdier, « Interactions sociales et comportements économiques », Annales d’économie et statistiques, nos 63-64,‎ juillet-décembre 2001, p. 1-11
- (en) D. Carlton, « Chap. 15 - The Theory and the Facts of How Markets Clear : Is Industrial Organization Valuable for Understanding Macroeconomics? », dans Schmalensee et Willig, Handbook of industrial Organization, 1989
- (en) E.H Chamberlin, The Theory of Monopolistic Competition, Cambridge, Harvard University Press, 1933
- E.H. Chamberlin, La théorie de la concurrence monopolistique : une nouvelle orientation de la théorie de la valeur [« The Theory of Monopolistic Competition »], Paris, P.U.F., 1953
- (en) E.H. Chamberlin, « Monopolistic Competition revisited », Economica, New Series, vol. 72, no 18,‎ 1951, p. 343-362
- (en) I.D Chase, « Vacancy Chains », Annual Review of Sociology, no 17,‎ 1991, p. 133-154
- Y. Chiffoleau et C. Laporte, « la formation des prix : le marché des vins en Bourgogne », Revue française de Sociologie, no 45 (4),‎ 2004, p. 653-680
- (en) J. Coleman, « Relational Analysis : the Study of Social Organizations with Survey Methods », Human Organization, no 17,‎ 1958, p. 28-36
- (en) J. Coleman, Introduction to Mathematical Sociology, Londres, The free press of Glencoe, 1964
- (en) J. Coleman, Foundations of Social Theory, Cambridge, Harvard University Press, 1990
- (en) J. Coleman, « A Rational Choice Perspective on Economic Sociology », dans Smelser N.J. Swedberg R., Handbook of economic Sociology, Princeton University Press, 1994
- Auguste Comte, Leçons sur la sociologie : Leçons 47 à 51 du Cours de philosophie positive, Paris, Garnier-Flammarion, 1995 (1re éd. 1839)
- Bernard Convert et Johan Heilbron, « La réinvention américaine de la sociologie économique », L'année sociologique, vol. 55, no 2,‎ 2005, p. 329 à 364 (ISSN 0066-2399)

### D
- P. David, « Dépendance du chemin et prévisibilité de systèmes dynamiques avec externalités de réseaux localisées : un paradigme pour l’économie historique », dans Foray D. et Freeman C., Technologie et richesse des nations, Economica, 1992
- (en) J. A. Davis et S. Leinhardt, « The Structure of Positive Interpersonal Relations in Small Groups », dans Berger, Zelditch M. J. et Anderson B. (éds.), Sociological Theories in Progress, vol. 2, New York, Houghton-Mifflin, 1972, p. 218-251
- (en) J. A. Davis, « Clustering and Structural Balance in Graphs », Human Relations, no 20,‎ 1967, p. 181-187
- (en) J. A. Davis, « Clustering and Hierarchy in Interpersonal Relations : Testing Two Theoretical Models on 742 Sociograms », American Sociological Review, no 35,‎ 1970, p. 843-852
- Michèle De La Pradelle, Les vendredis de Carpentras : Faire son marché en Provence ou ailleurs, Paris, Fayard, 1er décembre 1995, 374 p., broché (ISBN 2-213-59590-9)
- Gérard Debreu (trad. de l'anglais), Théorie de la valeur : analyse axiomatique de l'équilibre économique, Paris, Dunod, 1966, 174 p. (ISBN 2-10-004285-8)
- Alain Degenne et Michel Forsé, Les réseaux sociaux : une analyse structurale en sociologie, Paris, Armand Colin, 1994, 288 p. (ISBN 978-2-200-21487-6)
- (en) Paul DiMaggio, « Cultural Aspects of Economic Action and Organization », dans Friedland R. et Robertson A.F., Beyond the Market Place : Rethinking Economy and Society, New York, Adline de Gruyter, 1990, p. 113-136
- Serge Dufoulon, « Le prix de la voyance », Revue du MAUSS, no 10,‎ 2e semestre 1997, p. 290-307
- Émile Durkheim, Les règles de la méthode sociologique, Paris, Félix Arcan, 1912 (ISBN 2-228-90478-3)

### E
- (en) R.G. Eccles et H.C. White, « Price and Authority in Inter-Profit Center Transactions », American Journal of Sociology, no suppl. 94,‎ 1988, S17-S51
- (en) R.G. Eccles et H.C. White, « Chap. 7 - Firm and Market Interfaces of Profit Center Control », dans Lindeberg S., Coleman J.S. Nowak S., Approaches to Social Theory, New York, Russel Salge, 1986
- (en) R.G. Eccles et H.C. White, « Producers’ Markets », dans New Palgrave Dictionary of Economics, 1988, p. 984-986
- (en) R.G. Eccles, The Transfer Pricing Problem : a Theory for Practice, Lexington, Massachusetts, 1985
- (en) M. Emirbayer et J. Goodwin, « Network Analysis, Culture and the Problem of Agency », American Journal of sociology, vol. 99, no 6,‎ 1994
- (en) M. Emirbayer, « Manifesto For a Relational Sociology », American Journal of Sociology, vol. 103, no 2,‎ 1997, p. 281-317
- (en) A. Etzioni, Socio-Economics : Toward a New Synthesis, Armonk, New York, M.E. Sharpe, 1991
- François Eymard-Duvernay, « Conventions de qualité et forme de coordination », Revue économique, vol. 40, no 2,‎ 1989, p. 329-359

### F
- (en) O. Favereau et E. Lazega, Conventions and Structures in Economic Organization, Markets, Networks and Hierarchies, Edward Elgar, 2002
- (en) Claude Flament, Applications of Graph Theory to Group Structure, Englewood Cliffs (N.J.), Prentice Hall, 1963
- Claude Flament, Réseaux de communication et structures de groupe, Paris, Dunod, 1965
- (en) N. Fligstein, The Architecture of Markets, Princeton, Princeton University Press, 2001
- (en) Meyer Fortes, The Dynamics of Clanship among the Tallensi, Londres, Oxford University Press, 1945
- (en) J. Freeman et M.T. Hannan, « The Population Ecology of Organizations », American Journal of Sociology, no 82,‎ 1977, p. 929-964

### G
- Marie-France Garcia-Parpet, « Représentations savantes et pratiques marchandes », Genèses, no 25,‎ décembre 1996, p. 50-71
- Marie-France Garcia-Parpet, « La construction sociale d’un marché parfait : le marché au cadran de Fontaines-en-Sologne », Actes de la recherche en sciences sociales, no 65,‎ 1986, p. 2-13
- H. Garfinkel, Studies in Ethnomethodology, New Jersey, Prentice Hall, 1967
- Jérôme Gautié, « Les développements récents de l’économie face à la sociologie : fécondation mutuelle ou nouvel impérialisme ? », Communication au premier congrès de l’association française de sociologie, Paris,‎ février 2004
- (en) R. Gibbons, « What is Economic Sociology and Should any Economists Care? », Journal of Economic Perspectives, vol. 19, no 1,‎ hiver 2005, p. 3-7
- Jean-Jacques Gislain et Philippe Steiner, La sociologie économique, 1890-1920 : Émile Durkheim, Vilfredo Pareto, Joseph Schumpeter, François Simiand, Thorstein Veblen et Max Weber, Paris, PUF, 1995 (ISBN 978-2-13-046608-6)
- Michel Glaude, « Économie et sociologie : terrains de confrontation », Revue économique, vol. 56, no 2,‎ mars 2005, p. 183-195
- Olivier Godechot, Les traders : essais de sociologie des marchés financiers, Paris, La Découverte, 2001, 298 p. (ISBN 978-2-7071-4611-3 et 2707146110)
- (en) Erving Goffman, Behavior in Public Places, New York, Mac Millan – Free Press, 1963
- Erving Goffman, La mise en scène de la vie quotidienne [« Behavior in Public Places »], Paris, Les Éditions de Minuit, coll. « Le sens commun », 1973, 251 p. (ISBN 2-7073-0014-4 et 2707300632)
- (en) M. Granovetter, « The Strength of Weak Ties », American Journal of Sociology, vol. 78, no 6,‎ 1973
- (en) M. Granovetter, Getting a Job : a Study of Contacts and Carreers, Cambridge, Harvard University Press, 1974
- (en) M. Granovetter, « Threshold Models of Collective Behavior », American Journal of Sociology, vol. 83, no 6,‎ mai 1978.
Traduction française : « Chap. 3 - Modèles de seuil du comportement collectif », dans Granovetter M., Le marché autrement : Essais de Mark Granovetter, Paris, Desclée de Brouwer, 2000, p. 115-148
- (en) M. Granovetter, « Economic Action and Social Structure : The Problem of Embeddedness », American Journal of Sociology, no 91,‎ novembre 1985, p. 481-510
Version française reproduite dans M. Granovetter, « Chapitre 2 », dans Granovetter M., Le marché autrement : Essais de Mark Granovetter, Paris, Desclée de Brouwer, p. 75-114
- (en) M. Granovetter, « The Sociological and Economic Approaches to Labor Market Analysis », dans G. Farkas et P. England (éds), Industries, Firms ans Jobs : Sociological and Economic Approaches, New York, Plenum Press, 1988
Traduction française : « Approches sociologiques et économiques de l’analyse du marché du travail », dans Granovetter M., Une conception sociostructurelle, 2000, p. 149-191
- (en) M. Granovetter, « présentation de la série Structural Analysis in Social Sciences », dans Berkowitz S.D., Wellman B., Social Structures : a Network Approach, 1988
- (en) M. Granovetter, « The old and new economic sociology », dans Friedland R., et Robertson A.F., Beyond the Market Place : Rethinking Economy and Society, NewYork, Aldine de Gruyter, 1990
Traduction française : Granovetter, « Chapitre 5 », dans Granovetter M., Le marché autrement : Essais de Mark Granovetter, Paris, Desclée de Brouwer, 2000, p. 193-222
- (en) M. Granovetter, « Economic Institutions as Social Constructions : A Framework for Analysis », Acta Sociologica, no 35,‎ 1992, p. 3-11
Repris dans : (en) R. Swedberg (éd.), Economic Sociology, 1996
Traduit dans : A. Orléan (éd.), Analyse économique des conventions : Les institutions économiques comme constructions sociales : un cadre d’analyse, Paris, PUF, coll. « Quadrige », 1994, 435 p. (ISBN 2-13-054086-4), p. 79-94
- M. Granovetter, Le marché autrement : Essais de Mark Granovetter, Paris, Desclée de Brouwer, 2000
- (en) M. Granovetter, « The impact of Social Structure on Economic Outcomes », Journal of Economic Perspectives, vol. 19, no 1,‎ hiver 2005, p. 33-50
- (en) Z. Griliches, Price Indexes and Quality Change, Cambridge, Havard University Press, 1971
- (en) M. Guilléen (éd.) et al., The New economic sociology : Developments in an emerging field, New York, Russel Sage Foundation, 2002

### H
- Maurice Halbwachs, La classe ouvrière et les niveaux de vie, recherches sur la hiérarchie de besoins dans les sociétés industrielles, Paris, Félix Alan, 1913, 203 p. (ISBN 2-85944-499-8 et 9782859444990)
- (en) M.A.K. Halliday, System and Function in Language : selected papers, Londres, Oxford University Press, 1976
- (en) M.T. Hannan et J. Freeman, « The Population Ecology of Organizations », American Journal of Sociology, no 89,‎ 1977, p. 929-964
- (en) M.T. Hannan, « Ecologies of Organizations : Diversity and Identity », Journal of Economic Perspectives, vol. 19, no 1,‎ 2005, p. 51-70
- (en) F. Harary, « Structural Duality », Behavioral Science, no 2,‎ 1957, p. 255-265
- (en) F. Harary, « Graph Theory and Group Structure », dans R. Luce, R. Bush et E. Galanter, Readings in mathematical psychology, n°2, New York, Wiley and sons, 1965
- (en) F. Harary, R.Z. Norman et D. Cartwright, Structural Models : An Introduction to the Theory of Directed Graphs, New York, J. Wiley and Sons, 1965
- (en) C. Harrison, V. White Aubert et H.C. White, « Sleep : a Sociological Interpretation », Acta Sociologica, vol. 4, no 2,‎ 1959, p. 46-54 et vol 4, n°3, p. 1-16
- (en) F. Heider, « Attitudes and Cognitive Organization », Journal of Psychology, no 21,‎ 1946, p. 107-112
- (en) F. Heider, The psychology of interpersonal relations, New York, Wiley, 1958
- Marcel Hénaff, Claude Lévi-Strauss et l’anthropologie structurale, Paris, éditions Belfond, coll. « Agora », 1991, 654 p. (ISBN 978-2-7578-1934-0)
- (en) J. Hicks, Value and Capital, Oxford (U.K.), Clarendon Press, 1946
- (en) J.E. Hunter et R.L. Shotland, « Treating Data Collected by the Small World Method as a Markov Process », Social Forces, no 52,‎ mars 1974, p. 321-332

### I
- (en) Y. Ijiri et H.A. Simon, Skew Distributions and the Sizes of Business Firms, Amsterdam, North Holland publishing company, 1977

### J
- (en) C. Jencks et al., Inequality : a Reassesment of the Effect of Family and Schooling in America, New York, Harper et Row, 1972
- P. Jorion, « Les déterminants sociaux de la formation des prix de marché : l’exemple de la pêche », Revue du Mauss, no 9,‎ 1990, p. 71-106 et n° 10, p. 49-64

### K
- (en) R.M. Kanter, Men and Women of the Corporation, New York, Basic books, 1977
- (en) B. Kantor, « Rational expectations and Economic Thought », Journal of Economic Literature, no 17,‎ 1979
- (en) G. Karlsson, Social Mechanisms. Studies in Sociological theory, Stockholm, Almquist et Wiksell, 1958
- Lucien Karpik, « L’économie de la qualité », Revue française de sociologie, vol. 30, no 2,‎ 1989, p. 187-210
- Lucien Karpik, Les avocats, entre l’État, le public et le marché. XIIIe – XXe siècles, Paris, Gallimard, 1995 (ISBN 978-2-07-073996-7)
- (en) J.G. Kemeney, L. Snell et G.L. Thompson, Introduction to Finite Mathematics, Englewood Cliffs (New Jersey), Prentice Hall, 1974
- (en) E. Kennard, « Review of An Anatomy of Kinship », American Anthropologist, no 66,‎ 1964
- (en) A.P. Kirman, « The intrinsic limit of economic theory : the emperor has no clothes », Economic Journal, no 99,‎ 1989, p. 126-139
- (en) A.P. Kirman, « Whom or What does the Representative Individual Represents », Journal of Economic Perspectives, vol. 6, no 2,‎ 1992, p. 117- 136
- A.P. Kirman, « Quelques réflexions à propos du point de vue des économistes sur le rôle de la structure organisationnelle dans l’économie », Revue d’économie industrielle, vol. 88, no 2,‎ 1999, p. 91-110
- (en) A.P. Kirman et A. Vignes, « Price dispersion: Theoretical consideration and price evidence from the Marseille Fish Market », dans Arrow J.K., Issues in Contemporary Economics, Londres, Macmillan, 1989
- (en) F. Knight, Risk, Uncertainty and Profit, Cambridge, Houghton Mifflin, 1921
- (en) F. Knight, « Imperfect Competition », Journal of Marketing, vol. 3, no 4,‎ avril 1939, p. 360-366
- (en) R.E. Kuenne, Monopolistic Competition Theory, New York, Wiley, 1967

### L
- (en) K.J. Lancaster, « A New Approach to Consumer Theory », Journal of Political Economy, vol. 74, no 2,‎ avril 1966, p. 132-157
- (en) Ryon Lancaster et Brian Uzzi, « Social Embeddedness and Price Formation : the Case of Large Corporate Law Markets », American Sociological Review, vol. 69, no 3,‎ juin 2004
- (en) D. Landes, Bankers and Pashas : International Finance and Economic Imperialism in Egypt, Cambridge, Harvard University Press, 1979
- (en) P.E. Lazarfeld, Mathematical Thinking in the Social Sciences, New York, The free press of Glencoe, 1954
- E. Lazega, « Présentation », Revue française de sociologie, no 36 (4),‎ 1995, p. 593-596
- E. Lazega, « Arrangements contractuels et structures relationnelles », Revue française de sociologie, no 37,‎ 1996, p. 439-456
- (en) E. Lazega, The Collegial Phenemenon, Oxford, Oxford University Press, 2001
- (en) E. Lazega, « Interdependant Entrepreneurs and the Social Discipline of Their Cooperation: a Research Programme for Structural Economic Sociology in a Society of Oganizations », dans Favereau O. et Lazega E., Conventions and Structures in Economic Organization, Markets, Networks and Hierarchies, Edward Elgar, 2002, p. 147-200
- (en) M.H. Lazerson, « Organizational Growth of Small Firms : an outcome of markets and hierarchies », American Sociological Review, no 53,‎ 1988, p. 330-342
- (en) E.R. Leach, « Jinghpaw Kinship Terminology », Journal of the Royal Anthropological Institute, no 75,‎ 1945, p. 59-72
- (en) N.H. Lee, The Search for an Abortionist, Chicago, University of Chicago Press, 1969
- (en) E. Leifer et H.C. White, « A structural Approach to Markets », dans Mizruchi M.S. et M. Schwarz, Intercorporate Relations : the Structural Analysis of Business, New York, Cambridge University Press, 1987, p. 85-107
- (en) E. Leifer, « Markets as Mechanisms : Using Role Structure », Social Forces, no 64,‎ 1985, p. 442-472
- (en) E. Leifer, Actors as Observers : a Theory of Skill and Social Relationship, New York, Garland, 1991
- B. Lévesque, G. Bourque et E. Forgues, La nouvelle sociologie économique : originalité et diversité des approches, Paris, Desclée de Brouwer, 2001
- (en) R. Lévins, « Theory of Fitness in a Heterogeneous Environment », American Naturalist, no 96,‎ 1962, p. 361-373
- (en) R. Lévins, Evolutions in Changing Environments : Some Theoretical Explorations, Princeton University Press, 1968
- Claude Lévi-Strauss, Les structures élémentaires de la parenté, Paris, PUF, 1949, 591 p. (ISBN 90-279-7293-1)
- Claude Lévi-Strauss, Anthropologie structurale, Paris, Plon, 1958, 480 p. (ISBN 2-266-13931-2)
- (en) S. Lindenberg, « Complex Constraint Modelling : a Bridge Between Rational Choice and Structuralism », Journal of Institutional and Theoretical Economics, vol. 151, no 1,‎ 1995, p. 80-88
- (en) F. Lorrain et H.C. White, « Structural Equivalence of Individual in Social Networks », Journal of Mathematical Sociology, vol. 1,‎ 1971, p. 49-80
- (en) F. Lorrain, The Network-Organisation of Social Systems and Cultural Nodes of Classification, Unpublished doctoral dissertation, Harvard Publication, 1970
- (en) G. Love, An Investigation of Block-Modeling Techniques Applied to International Trade Flows, Unpublished undergraduate thesis, Harvard University, 1982

### M
- Bronisław Malinovski, Une Théorie Scientifique de la Culture, Paris, Maspéro–Le Seuil, coll. « Points/sciences humaines », 1968, 183 p. (ISBN 2-02-000577-8)
- (en) E. Mansfield, Microeconomics : theory and applications, New Yok, Norton, 1975
- (en) D. Mas-Colell, D. Whinston et J. Green, Macroeconomic Theory, Oxford University Press, 1995
- Marcel Mauss, Sociologie et Anthropologie, Paris, PUF, coll. « Quadrige Grands textes », 2004 (1re éd. 1925) (ISBN 2-13-054718-4 et 978-2130547181)
- (en) T. McGuire, M. Granovetter et M. Schwartz, « Chap. 9 - Thomas Edison and the Social Construction of the Early Electricity Industry in America », dans Swedberg R., Explorations in Economic Sociology, New York, Russel Sage Foundation, 1993
- (en) H. Menzel, « Planned and Unplanned Scientific Communication », dans Barber B. et Hirsch W., The Sociology of Science, New York, Free Press, 1962, p. 417-441
- P. Mercklé, Les origines de l’analyse des réseaux sociaux, CNED, École normale supérieure - Lettre et sciences humaines, coll. « Working Paper », 2004
- (en) Robert King Merton, Social Theory and Social Structure, The Free press of Glencoe, 1957
- (en) Stanley Milgram, « The Small World Problem », Psychology Today,‎ 1er mai 1967, p. 61-67
- (en) B. Mintz et M. Schwartz, The Power Structure of American Business, Chicago, Chicago University Press, 1985
- (en) J.C. Mitchell, Social Networks in Urban Situations, Manchester, Manchester University Press, 1969
- (en) M. Mizruchi (éd.) et M. Schwartz (éd.), Intercorporate Relations : The Structural Analysis of Business, New York, Cambridge University Press, 1987
- Jacob Levy Moreno, Fondements de la sociométrie, Paris, PUF, coll. « Bibliothèque de sociologie contemporaine », 1954 (1re éd. 1934) (ISBN 978-2-13-030573-6)
- (en) N. Mullins et C. Mullins, « Theories and Theory Groups », Contemporary American Sociology, New York, Harper and Row Publishers,‎ 1973
- (en) J.F. Muth, « Rational Expectations and the Theory of Price Movements », Econometrics, no 29,‎ 1961, p. 315-335
- (en) G. Myrdal, The Political Element in the Development of Economic Theory, Cambridge University Press, 1955

### N
- Siegfried Frederick Nadel, La théorie de la structure sociale, [« The Theory of Social Structure »], Les Éditions de minuit, coll. « Le sens commun », 1970, (1re éd. 1957)
- (en) M. Nerlove, Estimation and Identification of Cobb-Douglas Production Functions, Chicago, Rand McNally, 1965
- (en) T.M. Newcomb, « An Approach to the Study of Communicative Acts », Psychological Review, no 60,‎ 1953, p. 393-404
- (en) T.M. Newcomb, The Acquaintance Process, New York, Holt, Rinehart and Winston, 1961

### O
- (en) K.-D. Opp, « Comment of: Social Networks Can Resolve Actor Paradoxes in Economics and in Psychology (from H.C. White) », Journal of Institutional and Theoretical Economics, vol. 151, no 1,‎ 1995, p. 75-79
- André Orléan, « La sociologie économique et la question de l'unité des sciences sociales », L'Année sociologique, vol. 55,‎ 2e semestre 2005, p. 279-305 (ISSN 0066-2399)
- (en) S.W. Orr, Language, Values, and Social Networks. A Discussion Relating Theories of Meaning ant the Micro-Macro Link, Working Paper, novembre 1994

### P
- Vilfredo Pareto, Manuel d’économie politique, Genève, Droz, 1909
- Vilfredo Pareto, Traité de sociologie générale, Genève, Droz, 1917
- R.E. Park et E.W. Burgess, L’école de Chicago : Naissance de l’écologie urbaine [« The City »], Paris, Aubier, 1979 (1re éd. 1925)
- (en) Talcott Parsons, The Structure of Social Action, New York, Mac Graw-Hill, 1937
- Talcott Parsons (trad. Guy Melleray, préf. François Chazel), Le système des sociétés modernes [« The System of Modern Societies »], Paris, Dunod–Bordas, 1973 (1re éd. 1971), 170 p. (ISBN 2-04-006472-9)
- (en) P. Pattinson, The Algebra Analysis of Social Networks, Cambridge, Cambridge University Press, 1993
- (en) M. Piore, « Review of The Handbook of Economic Sociology », Journal of Economic Literature, vol. 34, no 2,‎ juin 1996, p. 741-754
- (en) J. Podolny, « A Status-Based Model of Market Competition », American Journal of Sociology, vol. 98(4),‎ 1993, p. 829-872
- K. Polanyi, La grande transformation. Aux origines politiques et économiques de notre temps [« The Grant Transformation »], Paris, Gallimard, 1983 (1re éd. 1944)
- (en) I. Pool et M. Kochen, Unpublished manuscript on contact networks, Cambridge, Massachusetts Institute of technology, 1958
- (en) J. Porac et J.A. Rosa, « Rivalry, Industry Models, and the Cognitive Embeddedness of the Comparable Firm », Advances in Strategic Management, no 13,‎ 1996, p. 363-388
- (en) J.F. Porac, H. Thomas, F. Wilson, D. Paton et A. Kanfer, « Rivalry and the Industry Model of Scotish Knitwear Producers », Administrative Science Quaterly, vol. 40, no 2,‎ juin 1995, p. 203-227
- (en) Michael Eugene Porter, Competitive Strategy : Techniques for Analyzing Industries and Competitors, New York, Academic Press, 1980

### R
- (en) Alfred Reginald Radcliffe-Brown, « The Mother’s Brother in South Africa », South African Journal of Science, vol. 21,‎ 1924, p. 524-555
- (en) Alfred Reginald Radcliffe-Brown, « On Social Structure », Journal of the Royal Anthropological Institute, vol. 70,‎ 1940, p. 1-12
- Alfred Reginald Radcliffe-Brown, Structure et Fonction dans la Société Primitive, Paris, Les Éditions de Minuit, 1968
- (en) A. Rapoport, « Mathematical Models of Social Interaction », dans Luce R.D., Bush R.R., et Galanter E., Handbook of Mathematical Psychology vol. II, New York, Wiley, 1963, p. 493-579
- (en) N. Rashevsky, Mathematical Biology of Social Behavior, Chicago, University of Chicago Press, 1959
- (en) J.E. Rauch et A. Casella, Networks and Markets, New York, Russel Sage Foundation, 2001
- (en) A. Rees et G.P. Schultz, Workers and Wages in an Urban LaborMarket, Chicago, University of Chicago Press, 1970
- P. Rème, Histoire de la notion d’encastrement de l’économie dans le social depuis « La grande transformation », Paris, Université de Paris I, 2000, Mémoire de DEA
- Joan Violet Robinson, L’économie de la concurrence imparfaite, Paris, Dumont, 1975 (1re éd. 1933)
- (en) F.P. Romo et M. Schwartz, « Chap. 13 - The Coming of Post-Industrial Society Revisited : Manufacturing and the Prospects for a Service-Based Economy », dans Swedberg R., Explorations in Economic Sociology, New York, Russel Sage Foundation, 1993
- (en) S. Rosen, « Hedonic Prices and Implicit Markets : Product Differentiation in Pure Competition », Journal of Political Economy, vol. 82, no 1,‎ janvier-février 1974, p. 34-55
- (en) N. Rosenthal, M. Fingrutd, M. Ethier, R. Karant et D. McDonald, « Social Movements and Network Analysis : a Case Study of Nineteenth Century Women’s Reform in New York State », American Journal of Sociology, no 90,‎ 1985
- (en) M.D. Ryall, When Competencies are not Core : Self Confirming Theories and the Destruction of Firm Value, Simon School, University of Rochester, octobre 1998

### S
- (en) S.F. Sampson, Crisis in a Cloister, Cornell University, department of Sociology, 1969, Ph.D. dissertation
- (en) T. Schelling, The Strategy of Conflict, New York, Oxford University Press, 1960
- (en) F.M. Scherer, Industrial Market Structures and Economic Performance, New York, Rand McNally, 1970
- (en) C. Scherrer, « Chap. 7 - Governance of the Automobile Industry: the Transformation of Labor and Supplier Relations », dans Campbell J.L., Hollingsworth R. et Lindberg L.N., Governance of the American Economy, Cambridge, Cambridge University Press, 1991
- H. Sciardet, Les Marchands de l'aube, Paris, Economica, 2003
- (en) R. Schmalensee et R.D. Willig, Handbook of Industrial Organization, North Holland, 1989 (ISBN 0-444-70434-5 et 9780444704344)
- (en) J. Scott, Social Network Analysis : a Handbook, Londres, Sage publications, 1991
- (en) M. Shubik, Game Theory in the Social Sciences, Cambridge (Massachusetts), MIT Press, 1982
- François Simiand, Cours d’économie politique, Paris, Domat-Monchrestien
- François Simiand, Le salaire, l’évolution sociale et la monnaie, Paris, Alcan, 1932
- (en) H.A. Simon, « Rational Decision Making in Business Organizations », American Economic Review, no 69,‎ 1979, p. 493-513
- (en) N. Smelser et R. Swedberg, Handbook of Economic Sociology, Princeton et New York, Princeton University Press - Russel Sage Foundation, 1994
- (en) A. Smith, A Mathematical Introduction ot Economics, Totowa (New Jersey), Barnes et Noble, 1982
- (en) C. Smith, Auctions : the Social Construction of Value, New York, Free press and Macmilan, 1989
- (en) D. Snyder et E.L. Kick, « Structural Position in the World System and Economic Growth : a Multiple Network Analysis of Transnational Interactions », American Journal of Sociology, no 84,‎ 1979
- (en) M. Spence, Market Signaling : Informational Transfer in Hiring and Related Screening Processes, Cambridge, Harvard University Press, 1974
- (en) M. Spence, « Competitive and Optimal Responses to Signalling : Analysis of Efficiency and Distribution », Journal of Economic Theory, no 7,‎ 1974, p. 296-332
- (en) M. Spence, « Informational Aspects of Market Structure : an Introduction », Quaterly Journal of Economics, vol. 90, no 4,‎ 1976, p. 591-597
- (en) M. Spence, « Production Differentiation and Welfare », American Economic Review, vol. 66, no 2,‎ mai 1976, p. 407-414
- (en) M. Spence, « Product Selection, Fixed Costs, and Monopolistic Competition », Review of Economic Studies, vol. 43, no 2,‎ juin 1976, p. 217-235
- (en) M. Spence, Signaling in Retrospect and the Informational Structure of Markets, Prize Lecture, 2001, p. 407- 445
- P. Steiner, « La sociologie économique mise en perspective », Revue du Mauss, no 10,‎ 1997, p. 82-100
- P. Steiner, La sociologie économique, La Découverte, coll. « Repères », 1999
- (en) Joseph Stiglitz, « Equilibrium in Product Markets with Imperfect Information », American Economic Review, vol. 69, no 2,‎ 1979, p. 339-345
- (en) Richard. Swedberg et J. Beckert, « Foreword concerning New Economic Sociology in Europe », European Societies, vol. 3, no 1,‎ 2001, p. V-X
- (en) Richard Swedberg, Economics and Sociology : Redefining their Boundaries, Princeton University Press, 1990, Conversations with Economists and Sociologists
- (en) Riichard Swedberg, Explorations in Economic Sociology, New York, Russel Sage Foundation, 1993
- (en) Richard Swedberg, « Markets as Social Structures », dans Smelser N. et Swedberg R., Handbook of Economic Sociology, Princeton et New York, Princeton University Press - Russel Sage Foundation, 1994, p. 255-283
- Richard Swedberg (trad. de l'anglais par Swedberg R.), Une histoire de la sociologie économique, Paris, Desclée de Brouwer, 1994, 314 p. (ISBN 2-220-03568-9)
- (en) Richard Swedberg, « Economic Sociology : Past and Present », Current Sociology, vol. 35, no 1,‎ 1987, p. 1-221
- (en) Richard Swedberg, Economic Sociology, Edward Elgar Publishing Limited, 1996
- (en) Richard Swedberg, Principles of Economic Sociology, Princeton, Princeton University Press, 2003
- (en) Richard Swedberg, « Economic Sociology », dans J. Davis, D. Wade-Hands et U. Mäki, The Handbook of economic methodology, Edward Elgar Publishing Limited, 1998, p. 134-137

### T
- (en) N.E. Terleckyj, Household Production ans Consumption, New York, National Bureau of Economic Research - Columbia University Press, 1976
- I. This, Contribution à une épistémologie de l’économie : Note de présentation des travaux pour l’habilitation à diriger des recherches, Université Paris 1, 2004
- C. Trigilia, Sociologie économique, Paris, Armand Colin, 2002

### V
- Thorstein Veblen, La théorie de la classe de loisir, Paris, Gallimard, 1899
- (en) John Von Neumann et Oskar Morgenstern, Theory of Games and Economic Behaviour, Princeton, Princeton University Press, 1944

### W
- (en) I. Wallerstein, The Modern World-System : volumes 1 et 2, New York, Academic Press, 1974, 1980
- (en) S. Wassermann et K. Faust, Social Network Analysis, Cambridge University Press, 1994
- Max Weber, Économie et Société : Tome 1, Les catégories de la sociologie, Paris, Plon, 1921, 834 p. (ISBN 2-266-13244-X et 2266132458)
- A. Weil, « Chap. 14 - Sur l’étude algébrique de certains types de loi de mariage », dans Claude Lévi-Strauss, Les structures élémentaires de la parenté, Paris, PUF, 1949 (ISBN 9027972931) - reproduit en appendice de White, 1963(a).
- (en) B. Wellman et S.D. Berkowitz, Social Structures : a Network Approach, Cambridge University Press, 1988
- (en) H.C. White, Research and Development as a Pattern of Industrial Management : a Case Study in Institutionalisation and Uncertainty, Doctoral Dissertation - Princeton University, 1960
- (en) H.C. White, « Chance models of Systems of Casual Groups », Sociometry, no 25,‎ 1962, p. 153-172
- (en) H.C. White, « An Anatomy of Kinship, Mathematical Models for Structures of Cumulated Roles », Prentice-Hall Series in Mathematical Analysis of Social Behavior dirigées par James Coleman et James March, Englewood Cliffs (New Jersey), Prentice-Hall,‎ 1963a
- (en) H.C. White, « Uses of Mathematics in Sociology », dans Charlesworth J.C., Mathematics and the Social Sciences : The Utility and Inutility of Mathematics in the Study of Economics, Political Science and Sociology, Philadelphie, Symposium sponsored by the American Academy of Political and Social Science, 1963, p. 77-94
- (en) H.C. White, Notes on Finding Models of Structural Equivalence, Drawing on Theories of Roles, Duality, Sociometry and Balance, Cambridge (Massachusetts), Harvard University Press, 1969, reprographié
- (en) H.C. White, Chains of Opportunity : System Models of Mobility in Organizations, Cambridge, Harvard University Press, 1970
- (en) H.C. White, « Everyday Life in Stochastic Networks », Sociological Inquiry, no 43,‎ 1973, p. 43-49
- (en) H.C. White, « Subcontracting with an Oligopoly : Spence revisited », RIAS Program Working Paper, Harvard University, no 1,‎ septembre 1976
- (en) H.C. White, Markets and Hierarchies Revisited, Harvard University - department of Sociology, 1978, unpublished working paper
- (en) H.C. White, « On Markets », RIAS program working paper, Harvard University - department of Sociology,‎ 1979
- (en) H.C. White, « Production Markets as Induced Role Structures », dans Leinhardt S., Sociological Methodology, San Francisco, Jossey-Bass, 1981, p. 1-57
- (en) H.C. White, « Where do Markets Come From? », American Journal of Sociology, vol. 87, no 3,‎ 1981, p. 517-547
- (en) H.C. White, « Varieties of Markets », dans Berkowitz S. et Wellman B., Social Structures: a Network Approach, Cambridge University Press, 1988, p. 226-260
- (en) H.C. White, « Interview with Harrison C. White », dans Swedberg R., Economics and Sociology: Redefining their Boundaries. Conversations with Economists and Sociologists, Princeton University Press, 1990, p. 78-95
- (en) H.C. White, « Control to Deny Chance but Thereby Muffling Identity », Contemporary Sociology, vol. 19, no 6,‎ novembre 1990, p. 783-788
- (en) H.C. White, Identity and Control, Princeton University Press, 1992
- (en) H.C. White, « Markets in Production Networks », dans Swedberg R., Explorations in Economic Sociology, New York, Russel Sage Foundation, 1993, p. 161-176
- H.C. White, « Passages réticulaires, acteurs et grammaire de la domination », Revue française de sociologie, no 36,‎ 1995, p. 705-723
- (en) H.C. White, Where do Languages come From?, Londres, Cinquième conférence internationale des réseaux sociaux, 6-10 juillet 1995
- (en) H.C. White, « Social Networks can Resolve Actors Paradoxes in Economics and in Psychology », Journal of Institutional and Theoretical Economics, vol. 151, no 1,‎ 1995, p. 58-74
- (en) H.C. White, Entretien avec Alair Mac Lean et Andy Olds, source Internet, 2001
- (en) H.C. White, Markets from Networks : Socioeconomic Models of Production, Princeton University Press, 2002
- (en) H.C. White, « Quality is a System Property. Downstream », dans Favereau et Lazega, Conventions and Structures in Economic Organization, Markets, Networks and Hierarchies, Edward Elgar, 2002, p. 329-347
- (en) H.C. White, Social Construction of Flows, Columbia University - Institute for Social and Economic Research and Policy, février 2005, working paper
- (en) H.C. White, Interfaces, Washington, Prepared for SSRC Conference on Social Indicators for Organisations, 3-5 décembre 1981
- (en) R.H. Whittaker et S.A. Levin, Niche : Theory and Application, Benchmark Papers in Ecology/3, Stroudsburg, Dowden, Hutchinson & Ross, 1975
- (en) O. Williamson, Markets and Hierarchies, Analysis and Antitrust Implications : a Study in the Economics of Internal Organization, New York, Free Press, 1975

### Y
- (en) V. Yakubovich, M. Granovetter et P. McGuire, « Electric Charges : the Social Construction of Rate Systems », Theory and Society, vol. 34, nos 5-6,‎ 2005, p. 579-612

### Z
- (en) V. Zelizer, « Human Values and the Market : the Case of Life Insurance and Death in 19th Century America », American Journal of Sociology,‎ novembre 1978, p. 591-610
- (en) V. Zelizer, « Beyond the Polemics on the Market : Establising a Theoretical an Empirical Agenda », Sociological Forum, vol. 3, no 4,‎ 1988, p. 614-634
- V. Zelizer, « Repenser le marché : construction sociale du marché aux enfants », Actes de la recherche en science sociales, no 94,‎ septembre 1992, p. 3-26
- (en) S. Zukin et P. Dimaggio, Structures of Capital : The Social Organization of the Economy, Cambridge - New York, Cambridge University Press, 1990

## Extrait de la liste précédente: ouvrages en français
- Pierre Bourdieu, « Le champ économique », Actes de la recherche en sciences sociales, no 119,‎ 1997, p. 48-66
- Pierre Bourdieu, Les structures sociales de l’économie, Paris, Seuil, 2000, 289 p. (ISBN 2-02-041295-0)
- R.S. Burt, « Le capital social, les trous structuraux et l’entrepreneur », Revue française de sociologie, no 36,‎ 1995, p. 599-628
- P. Cahuc, H. Kempf et T. Verdier, « Interactions sociales et comportements économiques », Annales d’économie et statistiques, nos 63-64,‎ juillet-décembre 2001, p. 1-11
- E.H. Chamberlin, La théorie de la concurrence monopolistique : une nouvelle orientation de la théorie de la valeur [« The Theory of Monopolistic Competition »], Paris, P.U.F., 1953
- Y. Chiffoleau et C. Laporte, « la formation des prix : le marché des vins en Bourgogne », Revue française de Sociologie, no 45 (4),‎ 2004, p. 653-680
- Auguste Comte, Leçons sur la sociologie : Leçons 47 à 51 du Cours de philosophie positive, Paris, Garnier-Flammarion, 1995 (1re éd. 1839)
- Bernard Convert et Johan Heilbron, « La réinvention américaine de la sociologie économique », L'année sociologique, vol. 55, no 2,‎ 2005, p. 329 à 364 (ISSN 0066-2399)
- P. David, « Dépendance du chemin et prévisibilité de systèmes dynamiques avec externalités de réseaux localisées : un paradigme pour l’économie historique », dans Foray D. et Freeman C., Technologie et richesse des nations, Economica, 1992
- Michèle De La Pradelle, Les vendredis de Carpentras : Faire son marché en Provence ou ailleurs, Paris, Fayard, 1er décembre 1995, 374 p., broché (ISBN 2-213-59590-9)
- Gérard Debreu (trad. de l'anglais), Théorie de la valeur : analyse axiomatique de l'équilibre économique, Paris, Dunod, 1966, 174 p. (ISBN 2-10-004285-8)
- Alain Degenne et Michel Forsé, Les réseaux sociaux : une analyse structurale en sociologie, Paris, Armand Colin, 1994, 288 p. (ISBN 978-2-200-21487-6)
- Serge Dufoulon, « Le prix de la voyance », Revue du MAUSS, no 10,‎ 2e semestre 1997, p. 290-307
- Émile Durkheim, Les règles de la méthode sociologique, Paris, Félix Arcan, 1912 (ISBN 2-228-90478-3)
- François Eymard-Duvernay, « Conventions de qualité et forme de coordination », Revue économique, vol. 40, no 2,‎ 1989, p. 329-359
- Claude Flament, Réseaux de communication et structures de groupe, Paris, Dunod, 1965
- Marie-France Garcia-Parpet, « Représentations savantes et pratiques marchandes », Genèses, no 25,‎ décembre 1996, p. 50-71
- Marie-France Garcia-Parpet, « La construction sociale d’un marché parfait : le marché au cadran de Fontaines-en-Sologne », Actes de la Recherche en Sciences Sociales, no 65,‎ 1986, p. 2-13
- Jérôme Gautié, « Les développements récents de l’économie face à la sociologie : fécondation mutuelle ou nouvel impérialisme ? », Communication au premier congrès de l’association française de sociologie, Paris,‎ février 2004
- Jean-Jacques Gislain et Philippe Steiner, La sociologie économique, 1890-1920 : Émile Durkheim, Vilfredo Pareto, Joseph Schumpeter, François Simiand, Thorstein Veblen et Max Weber, Paris, PUF, 1995 (ISBN 978-2-13-046608-6)
- Michel Glaude, « Économie et sociologie : terrains de confrontation », Revue économique, vol. 56, no 2,‎ mars 2005, p. 183-195
- Olivier Godechot, Les traders : essais de sociologie des marchés financiers, Paris, La Découverte, 2001, 298 p. (ISBN 978-2-7071-4611-3 et 2707146110)
- Erving Goffman, La mise en scène de la vie quotidienne [« Behavior in Public Places »], Paris, Les Éditions de Minuit, coll. « Le sens commun », 1973, 251 p. (ISBN 2-7073-0014-4 et 2707300632)

- Mark Granovetter, Le marché autrement : Essais de Mark Granovetter, Paris, Desclée de Brouwer, 2000

- Maurice Halbwachs, La classe ouvrière et les niveaux de vie, recherches sur la hiérarchie de besoins dans les sociétés industrielles, Paris, Félix Alcan, 1913, 203 p. (ISBN 2-85944-499-8 et 9782859444990)
- Marcel Hénaff, Claude Lévi-Strauss et l’anthropologie structurale, Paris, Belfond, coll. « Agora », 1991, 654 p. (ISBN 978-2-7578-1934-0)
- P. Jorion, « Les déterminants sociaux de la formation des prix de marché : l’exemple de la pêche », Revue du Mauss, no 9,‎ 1990, p. 71-106 et n° 10, p. 49-64
- Lucien Karpik, « L’économie de la qualité », Revue française de sociologie, vol. 30, no 2,‎ 1989, p. 187-210
- Lucien Karpik, Les avocats, entre l’État, le public et le marché. XIIIe – XXe siècles, Paris, Gallimard, 1995 (ISBN 978-2-07-073996-7)
- A.P. Kirman, « Quelques réflexions à propos du point de vue des économistes sur le rôle de la structure organisationnelle dans l’économie », Revue d’économie industrielle, vol. 88, no 2,‎ 1999, p. 91-110
- E. Lazega, « Présentation », Revue française de sociologie, no 36 (4),‎ 1995, p. 593-596
- E. Lazega, « Arrangements contractuels et structures relationnelles », Revue française de sociologie, no 37,‎ 1996, p. 439-456
- B. Lévesque, G. Bourque et E. Forgues, La nouvelle sociologie économique : originalité et diversité des approches, Paris, Desclée de Brouwer, 2001
- Claude Lévi-Strauss, Les structures élémentaires de la parenté, Paris, PUF, 1949, 591 p. (ISBN 90-279-7293-1)
- Claude Lévi-Strauss, Anthropologie structurale, Paris, Plon, 1958, 480 p. (ISBN 2-266-13931-2)
- Bronislaw Malinovski, Une Théorie Scientifique de la Culture, Paris, Maspéro–Le Seuil, coll. « Points/sciences humaines », 1968, 183 p. (ISBN 2-02-000577-8)
- Marcel Mauss, Sociologie et Anthropologie, Paris, PUF, coll. « Quadrige Grands textes », 2004 (1re éd. 1925) (ISBN 2-13-054718-4 et 978-2130547181)
- P. Mercklé, Les origines de l’analyse des réseaux sociaux, CNED, École normale supérieure - Lettre et sciences humaines, coll. « Working Paper », 2004
- Jacob Levy Moreno, Fondements de la sociométrie, Paris, PUF, coll. « Bibliothèque de sociologie contemporaine », 1954 (1re éd. 1934) (ISBN 978-2-13-030573-6)
- Siegfried Frederick Nadel, La théorie de la structure sociale, [« The Theory of Social Structure »], Les Éditions de minuit, coll. « Le sens commun », 1970, (1re éd. 1957)
- A. Orléan (éd.), Analyse économique des conventions : Les institutions économiques comme constructions sociales : un cadre d’analyse, Paris, PUF, coll. « Quadrige », 1994, 435 p. (ISBN 2-13-054086-4), p. 79-94
- André Orléan, « La sociologie économique et la question de l'unité des sciences sociales », L'Année sociologique, vol. 55,‎ 2e semestre 2005, p. 279-305 (ISSN 0066-2399)
- Vilfredo Pareto, Manuel d’économie politique, Genève, Droz, 1909
- Vilfredo Pareto, Traité de sociologie générale, Genève, Droz, 1917
- R.E. Park et E.W. Burgess, L’école de Chicago : Naissance de l’écologie urbaine [« The City »], Paris, Aubier, 1979 (1re éd. 1925)
- Talcott Parsons (trad. Guy Melleray, préf. François Chazel), Le système des sociétés modernes [« The System of Modern Societies »], Paris, Dunod–Bordas, 1973 (1re éd. 1971), 170 p. (ISBN 2-04-006472-9)
- K. Polanyi, La grande transformation. Aux origines politiques et économiques de notre temps [« The Grant Transformation »], Paris, Gallimard, 1983 (1re éd. 1944)
- Alfred Reginald Radcliffe-Brown, Structure et Fonction dans la Société Primitive, Paris, Les Éditions de Minuit, 1968
- P. Rème, Histoire de la notion d’encastrement de l’économie dans le social depuis « La grande transformation », Paris, Université de Paris I, 2000, Mémoire de DEA
- Joan Violet Robinson, L’économie de la concurrence imparfaite, Paris, Dumont, 1975 (1re éd. 1933)
- H. Sciardet, Les Marchands de l'aube, Paris, Economica, 2003
- François Simiand, Cours d’économie politique, Paris, Domat-Monchrestien
- François Simiand, Le salaire, l’évolution sociale et la monnaie, Paris, Alcan, 1932
- P. Steiner, « La sociologie économique mise en perspective », Revue du Mauss, no 10,‎ 1997, p. 82-100
- P. Steiner, La sociologie économique, La Découverte, coll. « Repères », 1999
- Richard Swedberg (trad. de l'anglais par Swedberg R.), Une histoire de la sociologie économique, Paris, Desclée de Brouwer, 1994, 314 p. (ISBN 2-220-03568-9)
- I. This, Contribution à une épistémologie de l’économie : Note de présentation des travaux pour l’habilitation à diriger des recherches, Université Paris 1, 2004
- C. Trigilia, Sociologie économique, Paris, Armand Colin, 2002
- Thorstein Veblen, La théorie de la classe de loisir, Paris, Gallimard, 1899
- Max Weber, Économie et Société : Tome 1, Les catégories de la sociologie, Paris, Plon, 1921, 834 p. (ISBN 2-266-13244-X et 2266132458)
- A. Weil, « Chap. 14 - Sur l’étude algébrique de certains types de loi de mariage », dans Claude Lévi-Strauss, Les structures élémentaires de la parenté, Paris, PUF, 1949 (ISBN 9027972931)
- H.C. White, « Passages réticulaires, acteurs et grammaire de la domination », Revue française de sociologie, no 36,‎ 1995, p. 705-723
- V. Zelizer, « Repenser le marché : construction sociale du marché aux enfants », Actes de la recherche en science sociales, no 94,‎ septembre 1992, p. 3-26